# Zborovy
Zborovy település Csehországban, a Klatovyi járásban. Zborovy Nalžovské Hory, Plánice, Zavlekov és Hnačov településekkel határos. Lakosainak száma 141 fő (2024. január 1.).

## Népesség
A település lakosságának változását az alábbi diagram mutatja:
| Lakosok száma | 553  | 481  | 412  | 264  | 173  | 138  | 110  | 104  | 115  | 141  |
|               | 1869 | 1890 | 1921 | 1950 | 1980 | 2001 | 2017 | 2019 | 2022 | 2024 |